# Prolapso rectal
El prolapso rectal es la protrusión (avanzamiento anormal de una parte, tumor u órgano, por aumento de volumen o por una causa posterior que lo empuja) del recto a través del ano.
El prolapso rectal hace que el recto se invierta, de tal forma que desde el ano se ve el revestimiento mucoso como una prolongación de tejido de color rojo oscuro, húmedo y con forma de dedo.

## Tratamiento
Los casos parciales de prolapso pueden ser tratados con una dieta alta en fibra. 
Farmacéuticamente, esta condición podrá solo ser tratada secundariamente (tratando la deficiencia)  para evitar más protrusión.
La alternativa es quirúrgica, que podrá dividirse en dos formas de intervención: cirugía abdominal, y perineal.
- Cirugía abdominal -  para pacientes más jóvenes, pero es más peligroso
  - Resección anterior
  - Rectopexia de Marlex
  - Sutura de rectopexía
  - Resección de rectopexia
- Cirugía perineal - frecuentemente hecha a pacientes mayores, ya que es menos peligrosa
  - Anal encirclement
  - Resección de la mucosa
  - Rectosigmoidectomía perineal de Altemeier
  - Hemorroidectomía
- La familia es tratada con cauterización lineal

Recientemente, la cirugía asistida robóticamente se ha introducido como opción de tratamiento.